# Bifrenaria verboonenii
Bifrenaria verboonenii é uma espécie de orquídea rupícola de crescimento cespitoso endêmica de Diamantina em Minas Gerais, no Brasil, a cerca de mil metros de altitude. Pertence ao grupo das Bifrenaria grandes, as quais nunca foram classificadas nos gêneros Adipe ou Stenocoryne. Na publicação original não fica clara a diferença entre esta espécie e suas similares, possivelmente sua longa inflorescência. É citada como bastante rara e assemelha-se muito à Bifrenaria calcarata. O mais provável é que seja sinônimo de outra espécie.